# Truellum strigosum
Truellum strigosum är en slideväxtart som först beskrevs av Robert Brown, och fick sitt nu gällande namn av Soják. Truellum strigosum ingår i släktet Truellum och familjen slideväxter. Inga underarter finns listade i Catalogue of Life.